# Ghorashal
Ghorashal est un village du Bangladesh situé dans le district de Narsingdi, dans la division de Dhaka. Il compte 748 habitants en 2011. La plus grande centrale électrique du pays se trouve sur la commune.